# Puceron des germes de la pomme de terre
Rhopalosiphoninus latysiphon
Espèce
Le puceron des germes de la pomme de terre (Rhopalosiphoninus latysiphon) est une espèce d'insectes hémiptères, un puceron de la famille des aphididés, qui parasite diverses plantes cultivées, dont la pomme de terre (notamment sur les germes des plants conservés en clayette), la tomate, le haricot, la tulipe, ainsi que des adventices (morelle noire, chiendent, tussilage...). 
On le trouve tant sur les feuilles que les racines, bulbes et tubercules. Il peut être le vecteur de virus (comme le virus de la mosaïque du concombre, de la jaunisse de la betterave ou de l'enroulement de la pomme de terre).
Synonyme : Amphorophora latysiphon Davidson, 1912.